# ال پورتال (کالیفرنیا)
ال پورتال (به انگلیسی: El Portal) یک منطقهٔ مسکونی در ایالات متحده آمریکا است که در شهرستان ماریپوزا، کالیفرنیا واقع شده‌است. ال پورتال ۴٫۲۴۷ کیلومتر مربع مساحت و ۴۷۴ نفر جمعیت دارد و ۵۹۱ متر بالاتر از سطح دریا واقع شده‌است.